# ゲームオンデュード
ゲームオンデュード（Game On Dude, 2007年4月26日 - ）は、アメリカ合衆国のサラブレッドの競走馬。G1競走8勝を挙げ、そのなかでもサンタアニタハンデキャップ3勝は史上初であった。このほか、グッドウッドステークス2回（2011・2012）、パシフィッククラシックステークス 、ハリウッドゴールドカップ2回（2012・2013）で優勝している。
オーサムジェムやティズウェイ、ルーラーオンアイス、アンクルモー、ステイサースティ、ムーチョマッチョマン、ウィルテイクチャージなど、当時の北アメリカを代表する競走馬の多くを打ち負かし、ワールド・サラブレッド・ランキングでも上位30頭のうちに加えられた。
同じく騸馬であるケルソやジョンヘンリー、フォアゴーと並んで、史上最高の騸馬の1頭としても挙げられている。

## 出自
ゲームオンデュードはケンタッキー州パリスのアデナスプリングズで生産された。黒鹿毛の騸馬で、顔に流星などはなく、両後肢に球節部に白班が見られる。
父はBCクラシック勝ち馬のオーサムアゲイン、母は8勝を挙げたワールドリープレジャーで、ゲームオンデュードはその2番仔であった。
2008年9月にキーンランドのイヤリングセールに21万ドルで出品されたが、出品価格を上回る落札者は出なかった。後に庭先取引で売却され、ボブ・バファート厩舎にに送られた。ゲームオンデュードはしばしばブリンカーと青いシャドーロールをつけて競走に臨んでいる。

## 経歴
- 特記がない限り、競走はすべてダートコース。

### 2010年（3歳時）

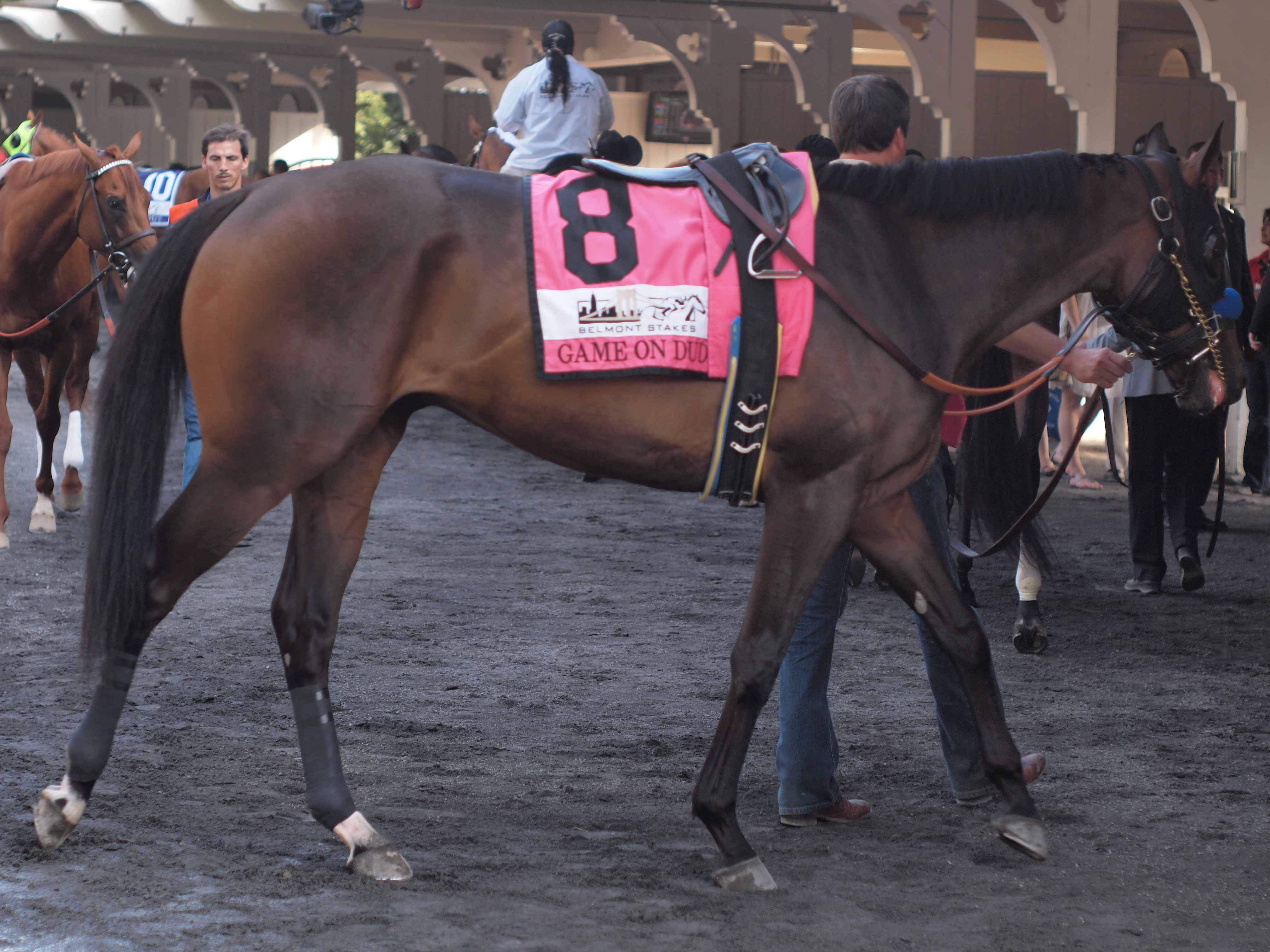
ベルモントステークスのパドックでのゲームオンデュード

ゲームオンデュードは2歳時には競走に使われず、3歳になった2010年の初頭1月23日にガルフストリームパーク競馬場でデビューを飾った（2着）。2戦目に迎えた8ハロン戦で初勝利を挙げると、すぐさまクラシック路線に乗せられてフロリダダービー（G1・ガルフストリームパーク・9ハロン）に出走、7着に敗れている。その後クリフズエッジダービートライアル（G3・チャーチルダウンズ・8ハロン）で5着になったのち、5月8日のローンスターパーク競馬場でのローンスターダービー（G3・8.5ハロン）に出走、マーティン・ガルシア鞍上のもとで直線引き離す競馬で2着馬に4馬身差をつけて優勝、重賞初勝利を挙げた。
ゲームオンデュードは6月5日のベルモントステークス（G1・ベルモントパーク・12ハロン）にガルシアとともに出走、単勝オッズ18倍と大穴扱いを受けた。ゲームオンデュード直線入り口から勝負をかけたが、優勝したドロッセルマイヤーから2馬身半離された4着に終わった。
ベルモントステークスのあと、バファート調教師は「後肢の足首になにかしてしまったようで、彼を止めざるを得なかった」と語り、同年を休養に充てた。

### 2011年（4歳時）
2011年の1月27日の一般戦で復帰したゲームオンデュードは、同年8戦をこなした。年内2戦目に登録されたサンタアニタハンデキャップ（G1・サンタアニタパーク・10ハロン）はシャンタル・サザーランド鞍上での挑戦で、この競走でゲームオンデュードはセツコという馬をハナ差で破って優勝、初のG1勝ちを収めた。しかし、この競走では1番人気だったトゥウィーリングキャンディという馬の進路を妨害したとして長時間の審議が行われ、結果ゲームオンデュードの勝利が確定したものの、観客席からはブーイングが巻き起こっていた。
この年はこのほかグッドウッドステークス（G1・サンタアニタパーク・9ハロン）でも勝利を挙げ、またハリウッドゴールドカップ（G1・ハリウッドパーク・AW10ハロン）とブリーダーズカップ・クラシック（G1・チャーチルダウンズ・10ハロン）の2競走でも2着に入った。

### 2012年（5歳時）
5歳シーズンは2月5日のサンアントニオステークス（G2・サンタアニタパーク・9ハロン）から始動してこれに勝利。その後ドバイのドバイワールドカップ（G1・メイダン・AW2000メートル）にも出走したが12着に終わった。
同年はこのほかカリフォルニアンステークス（G2・ハリウッドパーク・AW9ハロン）とハリウッドゴールドカップ、グッドウッドステークスから改称されたばかりのオーサムアゲインステークス、そして年末のネイティヴダイヴァーハンデキャップ（G3・ハリウッドパーク・AW9ハロン）で勝利を挙げた。この年のブリーダーズカップ・クラシックにも出走、単勝オッズ2.25倍の1番人気に支持されたが、7着と大きく敗れた。

### 2013年（6歳時）
ゲームオンデュードの6歳シーズンは2月3日のサンアントニオステークスより始動してこれに勝利、その後もサンタアニタハンデキャップ、チャールズタウンクラシック（G2・チャーチルダウンズ・9ハロン）、ハリウッドゴールドカップ、パシフィッククラシック（G1・デルマー・AW10ハロン）で勝利、昨年末から6連勝を飾った。
この年制覇したサンタアニタハンデキャップ・ハリウッドゴールドカップ・パシフィッククラシックの同年勝利は「カリフォルニアトリプルクラウン」と呼ばれており、この達成は2006年のラヴァマン以来のものであった。
パシフィッククラシックにおいてはスタートからリードを奪って道中を進め、最終的には8馬身半差という記録的な着差で勝利している。この時の勝ちタイムは2分00秒69と記録されたが、トラックのタイム計測を行う会社のTrakus Time社によれば正しい計時は1分59秒26であったと主張されている。この主張は公式には通らなかったが、それでもその走破タイムは同競走で第3位に速いタイムで、ベイヤー指数においても113を獲得していた。バファート調教師はこの件について「（賞金の）小切手は奪われなかった。良いことだ」とコメントしている。
その後ゲームオンデュードは3度目となるブリーダーズカップ・クラシックに挑戦、再び1番人気に支持されたが、11頭中の9着と大敗を喫した。
エクリプス賞へあと一歩というところのゲームオンデュード陣営はその年の最後にクラークハンデキャップ（G1・チャーチルダウンズ・9ハロン）に出走したが、ここはウィルテイクチャージ相手に2着に敗れた。

### 2014年（7歳時）
7歳シーズンはサンアントニオステークスから始動して5着、その次に出走したサンタアニタハンデキャップをにおいてウィルテイクチャージやムーチョマッチョマンを破って同競走3勝を達成した。勝ちタイムの1分58秒17はアファームドのレースレコードを上回る新記録で、バファート調教師はこれに「彼が直線を向ってくる姿に畏れすら感じた。なんという素晴らしい生き物なんだ！」とコメントした。
次走のチャールズタウンクラシックでは1番人気に推されたが、5ポンド差軽い4歳馬インパラティヴに2馬身半差をつけられて2着に敗れた。開催地がサンタアニタパークに移ったゴールドカップアットサンタアニタにおいても1番人気に支持されたが、マジェスティックハーバーが優勝するなか4着に敗れた。
最後の競走となったパシフィッククラシックにおいて、そのころ主戦騎手を務めていたマイク・スミスは3歳馬シェアードビリーフを選んだため、ゲームオンデュードの鞍上はマーティン・ガルシアが久々に務めた。レースではゲームオンデュードが序盤から先頭に立って進んでいたが、早くもミステリートレインという馬に競りかけられていた。ゲームオンデュードはこれを突き放してリードを保っていたが、終盤に入って力尽き、シェアードビリーフが優勝するなか4着に終わった。バファートはミステリートレインに勝ち目を潰されたようなものだと語り、「穴馬はいつもゲームオンデュードみたいな馬にとって危険なものです。彼らはいつもゲームオンデュードを追いかけます。私はその光景を見るのが大嫌いです。私はそのように追い立てられていなければ彼が勝ったろうと考えています。大競走に向けて準備をしていたのに、勝ち目のない馬にそのチャンスを奪われるのは腹が立ちます」とも語った。
2014年9月18日、バファートはゲームオンデュードを引退させることを発表した。バファート曰く、最近の対戦ではゲームオンデュードに競りかけて消耗させられるパシフィッククラシックのような競馬が続いていること、そしてゲームオンデュード自身が競馬を楽しめなくなってきていることを語った。バファートは「ゲームオンデュードがG1級で勝ち負けできず、また競馬を楽しめなくなってきたら、もう引退させるべきであろうと常々思っていた」とも語った。
馬主のひとりであるバーニー・シアパは、ゲームオンデュードが10月初旬よりケンタッキー州ジョージタウンの功労馬繋養施設オールドフレンズに移って過ごすと発表した。

## 評価
2011年度のワールド・サラブレッド・ランキングにおいて、ゲームオンデュードは122ポンドの評価を与えられており、これは世界第23位、アメリカで第4位という評価であった。2012年には123ポンドと評価が向上したが、2013年には世界25位、アメリカ6位と順位を落とした。

## 血統表
| ゲームオンデュードの血統                                         | ゲームオンデュードの血統                 | ゲームオンデュードの血統 | （血統表の出典）       | （血統表の出典） |
| 父系                                                             | デピュティミニスター系                   | デピュティミニスター系   | デピュティミニスター系 | [ § 2 ]          |
| 父 Awesome Again カナダ 鹿毛 1994                                | 父の父Deputy Minister カナダ 黒鹿毛 1979 | Vice Regent              | Northern Dancer        | Northern Dancer  |
| 父 Awesome Again カナダ 鹿毛 1994                                | 父の父Deputy Minister カナダ 黒鹿毛 1979 | Vice Regent              | Victoria Regina        |                  |
| 父 Awesome Again カナダ 鹿毛 1994                                | 父の父Deputy Minister カナダ 黒鹿毛 1979 | Mint Copy                | Bunty's Flight         | Bunty's Flight   |
| 父 Awesome Again カナダ 鹿毛 1994                                | 父の父Deputy Minister カナダ 黒鹿毛 1979 | Mint Copy                | Shakney                |                  |
| 父 Awesome Again カナダ 鹿毛 1994                                | 父の母Primal Force アメリカ 鹿毛 1987    | Blushing Groom           | Red God                | Red God          |
| 父 Awesome Again カナダ 鹿毛 1994                                | 父の母Primal Force アメリカ 鹿毛 1987    | Blushing Groom           | Runaway Bride          |                  |
| 父 Awesome Again カナダ 鹿毛 1994                                | 父の母Primal Force アメリカ 鹿毛 1987    | Prime Prospect           | Mr. Prospector         | Mr. Prospector   |
| 父 Awesome Again カナダ 鹿毛 1994                                | 父の母Primal Force アメリカ 鹿毛 1987    | Prime Prospect           | Square Generation      |                  |
| 母 *ワールドリープレジャー Worldly Pleasure アメリカ 黒鹿毛 2000 | 母の父Devil His Due アメリカ 黒鹿毛 1989 | Devil's Bag              | Halo                   | Halo             |
| 母 *ワールドリープレジャー Worldly Pleasure アメリカ 黒鹿毛 2000 | 母の父Devil His Due アメリカ 黒鹿毛 1989 | Devil's Bag              | Ballade                |                  |
| 母 *ワールドリープレジャー Worldly Pleasure アメリカ 黒鹿毛 2000 | 母の父Devil His Due アメリカ 黒鹿毛 1989 | Plenty O'Toole           | Raise a Cup            | Raise a Cup      |
| 母 *ワールドリープレジャー Worldly Pleasure アメリカ 黒鹿毛 2000 | 母の父Devil His Due アメリカ 黒鹿毛 1989 | Plenty O'Toole           | Li'l Puss              |                  |
| 母 *ワールドリープレジャー Worldly Pleasure アメリカ 黒鹿毛 2000 | 母の母Fast Pleasure アメリカ 黒鹿毛 1992 | Fast Play                | Seattle Slew           | Seattle Slew     |
| 母 *ワールドリープレジャー Worldly Pleasure アメリカ 黒鹿毛 2000 | 母の母Fast Pleasure アメリカ 黒鹿毛 1992 | Fast Play                | Con Game               |                  |
| 母 *ワールドリープレジャー Worldly Pleasure アメリカ 黒鹿毛 2000 | 母の母Fast Pleasure アメリカ 黒鹿毛 1992 | Sis Pleasure Fager       | What a Pleasure        | What a Pleasure  |
| 母 *ワールドリープレジャー Worldly Pleasure アメリカ 黒鹿毛 2000 | 母の母Fast Pleasure アメリカ 黒鹿毛 1992 | Sis Pleasure Fager       | Princess Fager         |                  |
| 母系(F-No.)                                                      | (FN:1-l)                                 | (FN:1-l)                 | (FN:1-l)               | [ § 3 ]          |
| 5代内の近親交配                                                  | Raise a Native 5x5                       | Raise a Native 5x5       | Raise a Native 5x5     | [ § 4 ]          |
| 出典                                                             | 1. 2. 3. 4.                              | 1. 2. 3. 4.              | 1. 2. 3. 4.            | 1. 2. 3. 4.      |